# 1e Onafhankelijke Parachutistenbrigade
De Poolse 1e Onafhankelijke Parachutistenbrigade (Pools: 1 Samodzielna Brygada Spadochronowa) was een Poolse luchtlandingseenheid in de Tweede Wereldoorlog.

## Ontstaan
De eenheid werd in 23 september 1941 in Engeland opgericht en bestond voornamelijk uit Poolse militairen die na de inval van nazi-Duitsland en de Sovjet-Unie in 1939 naar Frankrijk, en na de val van Frankrijk in 1940, naar Engeland waren gevlucht.
De Poolse regering in ballingschap in Londen wilde de brigade met name inzetten ter ondersteuning van de geplande opstand tegen de Duitse bezetter in Polen voordat het Rode Leger Polen zou innemen. De brigade stond onder leiding van Generaal-Majoor Stanisław Sosabowski. Behalve het luchtlandingselement, bestaande uit drie parachutistenbataljons, was de brigade ook uitgerust met zwaardere middelen die bij de bevrijding van Polen zouden worden ingezet.

## Operatie Market Garden
Toen in augustus 1944 de Opstand van Warschau uitbrak was er de hoop (zowel bij de paratroepen in Engeland als bij de opstandelingen in Warschau) dat de brigade naar Warschau zou worden gevlogen. Terwijl de opstand al anderhalve maand gaande was, werd de brigade vanaf 17 september echter ingezet voor de bevrijding van Nederland tijdens Operatie Market Garden (die uitmondde in de Slag om Arnhem).
Met de zware wapens landde een deel van de brigade op 19 september in zweefvliegtuigen ten noorden van de Rijn bij Wolfheze. Aangezien de eerder gelande Britse 1e Airborne Divisie nog maar beperkte controle had over de landingsterreinen gebeurde deze landing onder zware Duitse beschietingen. Toen op 21 september 1944 daadwerkelijk de overige Poolse parachutisten konden worden ingevlogen, waren alle landingsterreinen in Duitse handen en waren de resterende Britse Airbornes samengedreven in de perimeter in Oosterbeek. 

### Driel

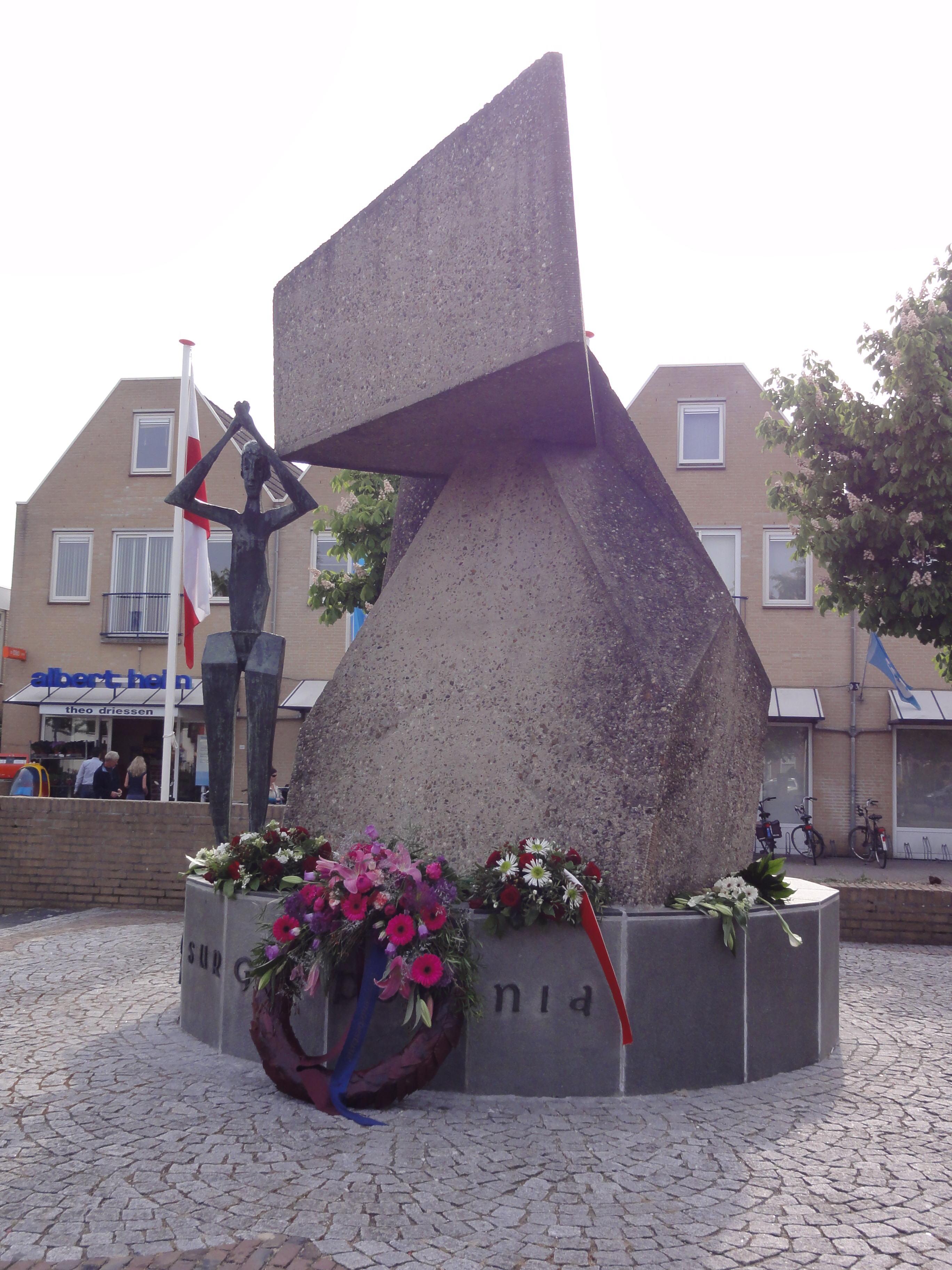
Monument op het Polenplein in Driel

Besloten werd de Polen te laten landen bij Driel op de zuidoever. Zij dienden de Rijn over te steken en op die manier de belegerde troepen in Oosterbeek te versterken. Oorspronkelijk diende dit middels het veer bij Westerbouwing te gebeuren maar dat bleek door de Duitsers tot zinken gebracht te zijn. Derhalve groeven de Polen zich in rondom Driel en aan de zuidoever van de Rijn. Nadat twee Britse verbindingsofficieren de Rijn overzwommen om Sosabowski te vragen versterkingen te sturen, besloot Sosabowski dezelfde avond nog om per rubberbootjes troepen over te brengen, ondanks dat hij wist dat de oversteekplaats onder Duits vuur zou komen te liggen. 
De pogingen om de Rijn over te steken slaagden slechts gedeeltelijk door intensieve beschietingen door de Duitsers vanaf de tientallen meters hoge oeverwal bij Westerbouwing op de noordoever. De Polen gingen door met het overbrengen van soldaten totdat het laatste rubberbootje (waar vier personen in konden) kapotgeschoten was. In de avond van 24 september poogden de Dorsets van de 43e Divisie van het Britse 30e Legerkorps, het Britse landleger, nog een oversteek. Deze mislukte omdat de Duitsers vanuit Westerbouwing de oversteekplaats onder vuur konden nemen. Uiteindelijk werden in de nacht van 24 op 25 september de resterende Britse en Poolse troepen over de Rijn vanuit Oosterbeek teruggetrokken waarmee de Slag om Arnhem was afgelopen.

### Kritiek
Voor aanvang van de operatie Market Garden had generaal Stanisław Sosabowski zich kritisch uitgelaten over de plannen. Met name het feit dat de parachutisten ver van het doel afgeworpen zouden worden en geen overrompelingseffect zouden hebben en het feit dat de Britten geen acht sloegen op de Nederlandse inlichtingen over Duitse tanks in de nabijheid vond hij zeer onverstandig. Hij stelde zelfs voor om zijn brigade, toen John Frost de noordkant van de brug nog in handen had, desnoods door de mist te droppen op de zuidkant van de brug in Arnhem. De Poolse parachutisten waren kwetsbaar omdat dat zij bij Driel zonder hun zware wapens moesten springen. Hun antitankbatterij was al samen met de Engelsen op 19 september ten noorden van de spoorlijn bij Wolfheze geland. 
Sosabowski was buitengewoon gekwetst toen de generaals van het Britse 30e Legerkorps tijdens de infame Conferentie van Valburg zijn argumenten tot het ontzetten van de parachutisten van de 1e Airborne Divisie in de perimeter bij Oosterbeek, en het voortzetten van de slag compleet negeerden. Al snel werd Sosabowski de zondebok voor het falen van het Britse landleger, het 30e Legerkorps. Door de hogere Britse militairen werden de Poolse parachutisten zelfs – en volkomen onterecht – ervan beschuldigd onvoldoende tot vechten bereid te zijn. De Britse parachutisten die daadwerkelijk met de Polen zij aan zij in Oosterbeek hadden gevochten waren een heel andere mening toegedaan.

## Eerherstel

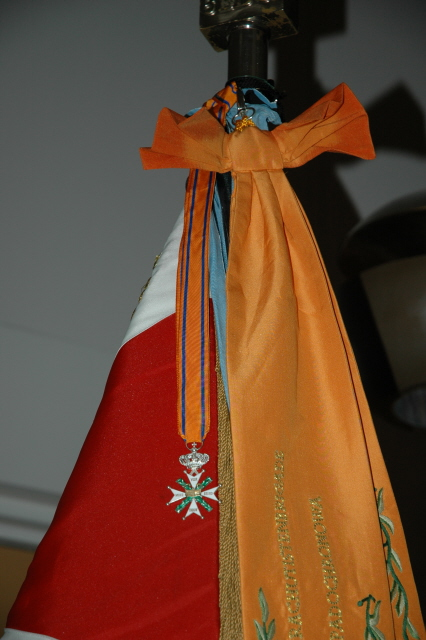
Het vaandel van de Poolse 6 Brygada Desantowo-Szturmowa, de erven van de tradities van de 1e Onafhankelijke Parachutistenbrigade, getooid met de Militaire Willems-Orde.

Veel van de Poolse militairen die in de Tweede Wereldoorlog aan de zijde van de westerse geallieerden tegen nazi-Duitsland vochten liepen na de oorlog in Polen het risico vervolgd te worden door het communistische regime. Veel veteranen van de 1e Onafhankelijke Poolse Parachutistenbrigade en de Poolse 1e Pantserdivisie en ook veel Poolse vliegers van de RAF, zijn na hun demobilisatie over de hele wereld verstrooid. Velen hebben een nieuw leven opgebouwd in Engeland, Nederland, België, de VS of Canada en konden pas na 15, 20 jaar voor het eerst weer terug naar Polen om hun verwanten te zien.
Na ruim 60 jaar komt er eerherstel voor deze militairen. In Polen dragen padvindersgroepen de naam Sosabowski. Ook draagt, sinds Polen weer een vrij land is, de 6e Poolse Parachutistenbrigade de naam van de generaal en heeft het de tradities van de 1e Onafhankelijke Poolse Parachutistenbrigade geërfd. In 1988 werd Sosabowski postuum onderscheiden met het Commandeur Kruis van de Orde Polonia Restituta.
De Nederlandse regering heeft in 2005 besloten de 1e Onafhankelijke Poolse Parachutistenbrigade, voor haar inzet in de Slag om Arnhem onder leiding van Generaal-Majoor Stanisław Sosabowski, de Militaire Willems-Orde toe te kennen.
Het onderzoek voor het toekennen van de onderscheiding wordt uitgevoerd door het Kapittel der Militaire Willems-Orde (KMWO). Op basis van de inzet van de Poolse militairen in Oosterbeek komt het Kapittel tot de conclusie dat er voldoende grond is tot het toekennen van een Militaire Willems-Orde. Gegeven dat het zoveel jaar na dato ondoenlijk is om nog betrouwbaar individuele militairen aan te wijzen wordt besloten dat deze inzet van de militairen in Oosterbeek op de hele brigade afstraalt. Het Kapittel besluit de orde toe te kennen aan het gehele legeronderdeel.
Generaal Sosabowski kreeg postuum de Bronzen Leeuw. Deze zeer hoge dapperheidsonderscheiding is direct na de Tweede Wereldoorlog ook toegekend aan Generaal-Majoor Robert Urquhart de commandant van de 1st British Airborne Division. De uitreiking van de onderscheidingen aan de brigade en -postuum- aan generaal Sosabowski vond op 31 mei 2006 plaats.